# BLOOD on FIRE
「BLOOD on FIRE」（ブラッド・オン・ファイアー）は、AAAの楽曲。同グループのデビューシングルとして2005年9月14日にavex traxから発売された。

## 概要
CD ONLY・CD+DVDの2形態で発売され、今後のシングルも2形態で発売される。
タイアップの効果と500円という価格から見事デビューシングルでのオリコンチャートトップ10入りを果たした。2005年、ベストヒット歌謡祭2005「新人賞」、第38回日本有線大賞「有線音楽賞」、第47回日本レコード大賞「最優秀新人賞」受賞曲である。
ユーロビートバージョンが GO 2とCHRISTINE によって歌われ、2007年9月にavexよりリリースされたSUPER EUROBEAT Vol.181に収録された。「速っ! 〜速うた NON STOP メガミックス〜」に1.5倍の速さで収録された。
元々は次回シングルの「Friday Party」がAAAとしてのデビューシングルの予定であったが急遽変更された。
西島、浦田、宇野、ラップの日高にソロパートがある。日高はラップ詞で楽曲の制作に携わっている。

## 収録内容

### CD+DVD
1. BLOOD on FIRE [4:30]
（作詞：ササキオサム／作曲・編曲：渡辺未来／Rap詞：日高光啓） 
ギャガ配給映画「頭文字D THE MOVIE」主題歌[1][2]
テレビ東京系「激走!GT」オープニングテーマ曲
アーケードゲーム「jubeat」収録曲
2. BLOOD on FIRE（Instrumental）[4:31]
3. Secret Track（Friday Party  CM) [0:23]

DVD
1. BLOOD on FIRE（Music Clip）
2. 「頭文字（イニシャル）D THE MOVIE」劇場予告映像

### CD ONLY
1. BLOOD on FIRE
2. BLOOD on FIRE（Instrumental）